# راحت فتح‌علی خان
راحت فتح‌علی خان (متولد ۹ دسامبر ۱۹۷۴ در پنجاب، پاکستان) یک خواننده پاکستانی(اصالتا هزاره) است، در درجه اول از موسیقی قوالی، موسیقی مذهبی از صوفیان مسلمان است. او برادرزاده استاد نصرت فتح‌علی خان و پسر استاد فرخ فاتح علی خان و همچنین نوه خواننده افسانه‌ای موسیقی قوالی فتح علی خان است. علاوه بر موسیقی قوالی، او نیز انجام غزل و دیگر موسیقی نور. او به عنوان یک خواننده محبوب بالیوود پخش و لالی است.اخیرا نیز همکاری مشترکی با سروش محتشم و استودیو چکاوک داشته.

## اوایل زندگی
راحت در یک خانواده از قوال‌ها و خوانندگان کلاسیک در فیصل آباد، پنجاب، پاکستان در یک خانواده از نوازندگان سنتی به دنیا آمد. پسر فرخ فتح علی خان، او توسط عمویش نصرت فتح علی خان در هنر موسیقی کلاسیک و موسیقی قوالی آموزش دیده بود.